# Matthias Alexander Ecker
Johann Matthias Alexander Ecker, seit 1815 Ritter von Ecker (* 26. Februar 1766 in Horšovský Týn [Bischofteinitz], Böhmen; † 5. August 1829 in Freiburg im Breisgau) war Professor der Chirurgie und Geburtshilfe.

## Leben
Laut seinem Biografen Karl Joseph Beck war Ecker „der Sohn bürgerlicher Eltern und Freileute“. Früh verwaist, wuchs er bei einer Schwester an seinem Geburtsort und in Stříbro (Mies) auf. Aus finanziellen Gründen begann er nach dem Besuch des Gymnasiums in Prag, das in ihm die Liebe für die Literatur des klassischen Altertums weckte, vorerst eine Lehre als Chirurg. 1780 konnte er an der Universität Prag das Studium der Medizin aufnehmen.

### K. K. Feldchirurg
Anschließend wurde er Feldchirurg. Mit 22 Jahren veröffentlichte er unter einem Pseudonym eine launige Beschreibung der Garnisonsstadt Olomouc (Olmütz). Den Ernst des Lebens lernte er im verlustreichen Türkenkrieg Kaiser Josephs II. kennen. 1790 setzte er seine Studien am Josephinum in Wien fort, wo er Assistent von Johann Nepomuk Hunczovsky wurde. 1791 betraute man ihn mit der Errichtung eines Militärspitals in Gießen. 1792 erwarb er am Josephinum den Titel eines Doktors der Chirurgie. Weiterhin im Heeresdienst, löste er 1794 und 1796 mit Erfolg vom Josephinum aufgestellte Preisaufgaben. 1795 wurde er Ehrenmitglied der Helvetischen Gesellschaft correspondierender Ärzte und Wundärzte (Zürich) und Mitglied der Gesellschaft der Wissenschaften und Künste zu Erfurt, später weiterer wissenschaftlicher Sozietäten (u. a. Wien, Bonn). 1796 erlebte er die vernichtende Niederlage mit, welche Bonaparte der Kaiserlichen Armee in Italien beibrachte.

### Professor in Freiburg im Breisgau

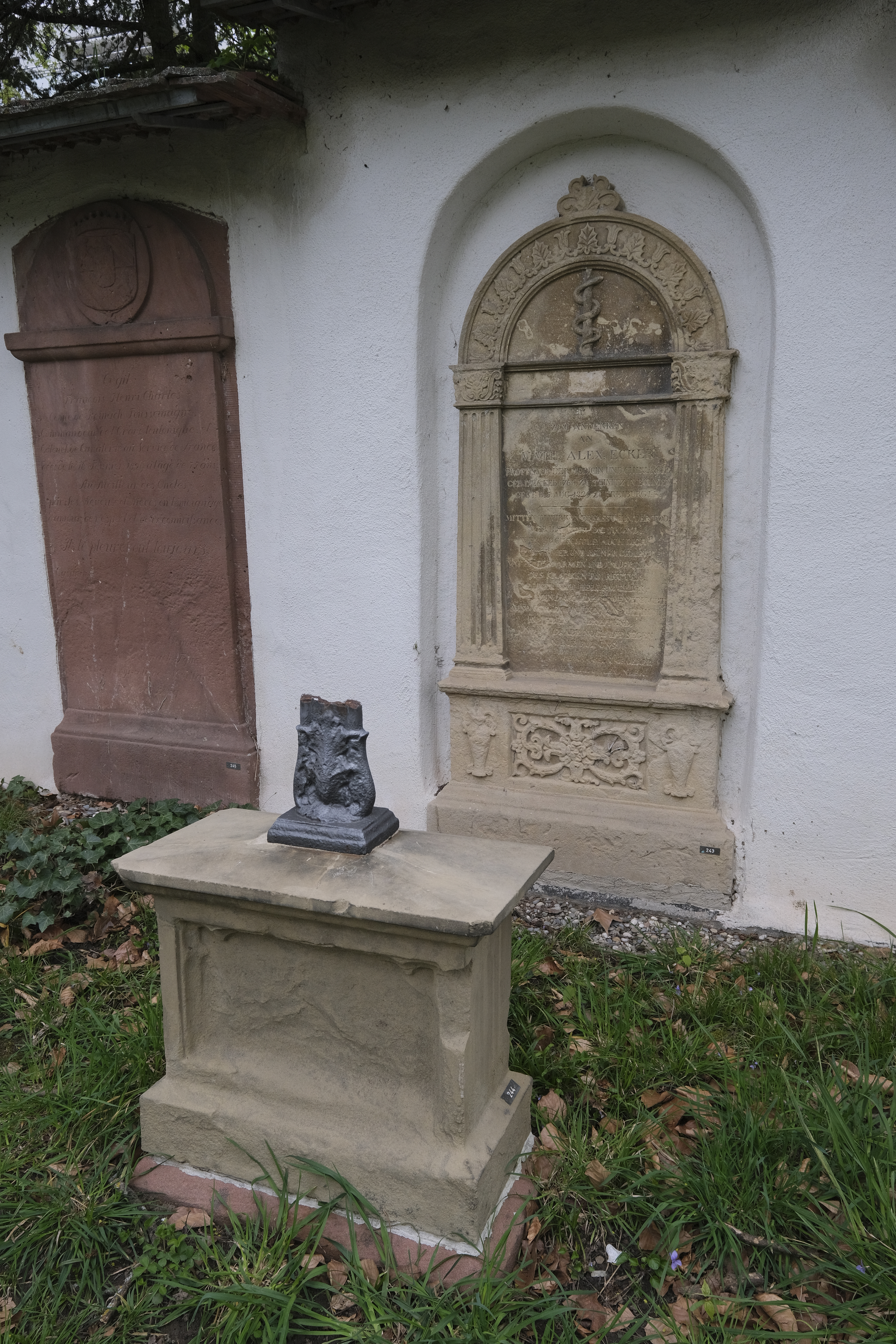
Grab auf dem Alten Friedhof in Freiburg im Breisgau

Als Nachfolger des zum k. k. obersten Feldarzt beförderten Matthäus von Mederer, dessen Tochter Anna er heiratete, erhielt Ecker 1797 den Lehrstuhl der Chirurgie und Geburtshilfe an der Universität in Freiburg im Breisgau, das bis 1806 Hauptstadt Vorderösterreichs war. 1801/02 setzte er sich für die Einführung der Kuhpockenimpfung ein. 1803 begleitete er seinen Freund Karl von Rotteck nach Wien. 1806–1808, 1820/21 und 1824/25 war er Prorektor der Universität. Nach dem Übergang des Breisgaus an Baden wurde er 1807 Hofrat, 1810 Ehrenbürger von Freiburg, 1811 geheimer Hofrat. Zu seinen Patienten und Freunden zählte der Dichter Johann Georg Jacobi.
1815 war Ecker Sekretär eines Vereins deutscher Frauen zu Freyburg im Breisgau, der sich u. a. die  „Abschüttlung des ausländischen Modejochs“ zum Ziel setzte. Im selben Jahre machte ihn Kaiser Alexander I. für Verdienste um die Betreuung russischer Verwundeter zum Ritter des Wladimirordens. 
1816 wurde dem Ehepaar Ecker der Sohn Johann Alexander, später Anatom und führender Anthropologe seiner Zeit, geboren. 
1825 und 1828 vertrat Ecker die Universität in der Ersten Kammer der Badischen Ständeversammlung. Er gehörte zu den Initiatoren des Klinischen Hospitals in Freiburg, das 1829 in der Albertstraße eröffnet wurde und den Grundstock des heutigen Institutsviertels der Universität bildete. Ecker war Mitglied der Freimaurerlogen Zur edlen Aussicht in Freiburg und Carl zur Eintracht in Mannheim sowie Mitbegründer der Freiburger Lesegesellschaft.

## Schriften (Auswahl)
- Johann Alexius Eckberger (Pseudonym): Charakteristische Beyträge zur Kenntniss der Hauptstadt und Gränzfestung Olmütz. Wien 1788. (Nachdruck mit Übersetzung ins Tschechische: Olomouc 1998.)
- Geist Hippokrat’s. Nach dem Lateinischen des Burnets aus dem griechischen Urtexte (…) Wien 1791.
- Rezensionen in der Bibliothek der neuesten medicinisch-chirurgischen Literatur für die k. k. Feldchirurgen (Wien), 1791 f., und den Annalen der österreichischen Literatur (Wien).
- Preisfrage, welche Ursachen können eine geringe durch scharfe oder stumpfe Werkzeuge verursachte Wunde gefaehrlich oder tödtlich machen? Wien 1794.
- Regulativ zur bessern Heilart der Krankheiten überhaupt, besonders der Nervenfieber[5] (…) Nebst einer Kritik über dieses Regulativ von einem K. K. Feldarzt in Italien. Heilbronn 1796. (Anonym erschienen.)
- Dr. G * * (Pseudonym): Bemerkungen über die Brownsche Arzneilehre überhaupt, und die Frankisch-Weikardische Vertheidigung derselben insbesondere. Offenbach 1796.
- Tabelle der chirurgischen Krankheitslehre zum Leitfaden der öffentlichen Vorlesungen. Freyburg im Breisgau 1798.
- Philosophische Nosographie[6] oder Anwendung der analytischen Methode in der Arzneikunde, von Philipp Pinel (…) Mit des Verfassers Bewilligung aus dem Französischen übersetzt (…) 2 Theile, Tübingen 1799. Digitalisat
- Ueber die Kuhpocken und deren Einimpfung, ein mehr als wahrscheinliches, leichtes und gefahrloses Mittel gegen die Kinderblattern. Für Freiburgs und Breisgaus Eltern. Freyburg im Breisgau 1801. (Auf Eckers Kosten gratis verteilt.)
- Beytrag zur Geschichte der Kuh- oder Schutzpocken-Impfung im Breisgau (…) Freyburg im Breisgau 1802. (Auf Eckers Kosten gratis verteilt.)
- Abhandlungen im Allgemeinen Intelligenzblatt für das Land Breisgau (1802), im Freiburger Wochenblatt (1811 ff.) und in der Eleutheria (1818–1820).
- Grund-Linien zur Geschichte der Albertinischen hohen Schule zu Freyburg im Breisgau (…) Freyburg im Breisgau 1806.
- Aufsätze in Jacobis Taschenbuch Iris (Zürich), 1806–1811.
- Nachricht von der Einrichtung und den Gesetzen des klinischen Hospitals an der hohen Schule zu Freyburg. Freyburg 1808.
- Einige Worte über die Verwahrungsmittel gegen das ansteckende Nervenfieber (…) Freyburg 1814.
- Einige Worte gesprochen beym Festes-Mahle am 19ten des Weinmonats 1814[7]. Freyburg o. J.
- Ludwigs des Durchlauchtigsten Großherzogs Vater Güte für Albert Ludwigs Hochschule und dieser neueste Geschichte in leichten Umrissen dargestellt (…) Freiburg (1820).
- Biographische Skizze zum Andenken des ordentlichen öffentlichen Professors Dr. Franz von Ittner (…) Freiburg im Breisgau 1825.
- J. Ignatii Schmiderer (…) festa semisæcularia (…) Friburgi 1829.